# 107. вечити дерби у фудбалу
107. вечити дерби у фудбалу је фудбалска утакмица одиграна у Београду 16. априла 1997. године, између Црвене звезде и Партизана. Утакмица се завршила резултатом 2 : 1 (1 : 0) за Партизан.